# 皇王大纪
《皇王大纪》，编年体史书，八十卷，南宋胡宏撰。

## 内容
《皇王大纪》叙事上起盘古，下迄东周末年。帝尧以前事迹简略，故无编年。帝尧以后采用邵雍《皇极经世》中的编年体系编次史事，并广采经传诸子，兼及纬书传说。该书记事详实，较罗泌《路史》更为可信，是一部史学价值极高的著作。